# Kenny Gregory
Kenny Gregory, est un joueur américain de basket-ball, né le 16 novembre 1978 à Columbus (États-Unis).

## Biographie
Kenny Gregory joue durant ses années universitaires avec les Jayhawks de l'université du Kansas. Il évolue pendant quatre saisons dans cette école, disputant 136 parties pour un temps de jeu moyen de 23 minutes 4. Ses statistiques sont alors de 11,4 points, 4,4 rebonds, 1,9 passe. Malgré ses qualités d'ailier shooteur et possédant d'énormes qualités athlétiques - il présente les meilleures détentes des camps d’entraînements précédent la draft (aussi appelé repêchage en Amérique du Nord) -il n'est pas retenu lors de cette Draft de la NBA.
Après un passage en NBA Development League (NBDL) avec les Greenville Groove, il signe en Angleterre, aux Chester Jets, où il joue une saison avant de rejoindre l'Italie pour évoluer en Lega Due, deuxième niveau professionnel, à Pavie.
Sa carrière prend de l'importance lors de son passage en France où il évolue avec Le Mans Sarthe Basket. Il joue deux saisons et remporte quelques trophées : le titre de champion de France 2006 et la Semaine des As 2006. Il est récompensé à titre individuel par une participation au All-Star Game LNB 2006. Il dispute également des compétitions européennes : la Coupe ULEB lors de sa première saison, compétition terminée à l'issue du premier tour, puis l'Euroligue la saison suivante avec de nouveau une élimination au premier tour. Lors de ces deux saisons européennes, ses statistiques sont de 13,3 points, 3,9 rebonds, 1,3 passe puis 14,9 points, 5,4 rebonds et 2,2 passes.
Il rejoint ensuite le club turc d'Efes Pilsen Istanbul, où il dispute de nouveau l'Euroligue, présentant des statistiques de 11,1 points, 3,8 rebonds, et 1,1 passe en 27 minutes 31. Non conservé, il rejoint la Grèce et le club du PAOK Salonique. En janvier il rejoint le club espagnol de Pamesa Valencia où il dispute l'Eurocoupe. Kenny Gregory retrouve l'Euroligue lors de la saison 2010-2011 : il évolue désormais avec le club slovène de Union Olimpija et dispute six rencontres, inscrit 14,8 points, capte 7,2 rebonds et délivre 1,5 passe.
En décembre 2011, il est recruté par le club français de Nancy pour remplacer Nicolas Batum de retour aux États-Unis après l'accord de principe intervenu entre les propriétaires et les joueurs de NBA pour mettre un terme au lock-out.

## Clubs successifs
- 1998-2001 :  Jayhawks du Kansas (NCAA)
- 2001-2002 :  Mobile Revelers (NBDL)
- 2001-2002 :  Greenville Groove (NBDL)
- 2002-2003 :  Chester Jets (BBL)
- 2003-2005 :  Edimes Pavie (LegaDue)
- 2005-2007 :  Le Mans Sarthe Basket (Pro A)
- 2007-2008 :  Efes Pilsen Istanbul (1er division)
- 2008-2010 :  PAOK Salonique (ESAKE)
- 2009 :  Valencia (Liga ACB)
- 2009-2010 :  PAOK Salonique (ESAKE)
- 2010-2011 :  Union Olimpija (1er division)
- 2011-2011 :  Nancy (Pro A)

## Palmarès
- Champion de France : 2006
- Semaine des As: 2006
- Finaliste de la Coupe d’Angleterre en 2003 avec les Chester Jets